# 淡路市立佐野小学校
淡路市立佐野小学校(あわじしりつさのしょうがっこう)は兵庫県淡路市佐野にあった日本の公立学校である。

## 概要
1876年に開校し、昭和30年代には500人以上が通っていたが、少子化により廃校の数年前には100人を割り込み、廃校時は9人が通うのみとなっていた。廃校後は複合施設「さの小テラス」として整備され、地域活性化施設として今に至る。

## 歴史
- 1876年 (明治9年) - 佐野小学校創立。
- 1956年 (昭和31年) - 校舎が火災で焼失。
- 2005年 (平成17年) - 淡路市立佐野小学校へ改称。
- 2017年 (平成29年) - 淡路市立生穂小学校と統合し、新しく淡路市立生穂小学校（2018年に淡路市立津名東小学校に改称）となる。

## さの小テラス(跡地活用)
跡地には2023年に過疎化の進む佐野近隣地区の活性化を目的とした複合施設さの小テラスが開館した。同施設3階には、昭和の教室も復元されており、映画やドラマの撮影に使われる予定。廃校前に入口にたてられていた石碑に書かれた「淡路市立佐野小学校」は再整備後に「淡路市元佐野小学校」へと変更されている。

## アクセス
- 神戸淡路鳴門自動車道　津名一宮ICから車で15分
- 佐野交番前バス停(あわ神あわ姫バス)から徒歩3分